# Abel Bretones
Abel Bretones Cruz (Langreo, 21 agosto 2000) è un calciatore spagnolo, difensore dell'Osasuna.

## Carriera
Nato a Langreo, Bretones è cresciuto nell'omonima squadra della città, con cui ha debuttato il 9 marzo 2019 in Segunda División B contro il Durango. Il 12 agosto 2021 ha rinnovato il contratto fino al 2023 ed il 7 novembre ha segnato il suo primo gol in carriera, contro l'Arosa.
Il 31 gennaio 2022 è stato acquistato a titolo definitivo dal Real Oviedo che lo ha assegnato alla propria squadra riserve. Nell'estate del 2022 è stato promosso in prima squadra dove ha debuttato il 21 agosto nell'incontro di Segunda División vinto 1-0 contro il Leganés. Divenuto ben presto titolare sulla fascia mancina, il 21 ottobre successivo ha prolungato il contratto fino al 2026.

## Statistiche

### Presenze e reti nei club
Statistiche aggiornate al 30 settembre 2024.
| Stagione                   | Squadra                    | Campionato      | Campionato | Campionato | Coppe nazionali | Coppe nazionali | Coppe nazionali | Coppe continentali | Coppe continentali | Coppe continentali | Altre coppe | Altre coppe | Altre coppe | Totale | Totale | Totale |
| Stagione                   | Squadra                    | Comp            | Pres       | Reti       | Comp            | Pres            | Reti            | Comp               | Pres               | Reti               | Comp        | Pres        | Reti        | Pres   | Reti   |        |
| -------------------------- | -------------------------- | --------------- | ---------- | ---------- | --------------- | --------------- | --------------- | ------------------ | ------------------ | ------------------ | ----------- | ----------- | ----------- | ------ | ------ | ------ |
| 2018-2019                  | Langreo                    | SDB             | 6          | 0          | CR              | 0               | 0               |                    | -                  | -                  |             | -           | -           | 6      | 0      |        |
| 2019-2020                  | Langreo                    | SDB             | 1          | 0          | CR              | 0               | 0               |                    | -                  | -                  |             | -           | -           | 1      | 0      |        |
| 2020-2021                  | Langreo                    | SDB             | 8          | 0          | CR              | 0               | 0               |                    | -                  | -                  |             | -           | -           | 8      | 0      |        |
| 2021-gen. 2022             | Langreo                    | PDR             | 8          | 2          | CR              | 0               | 0               |                    | -                  | -                  |             | -           | -           | 8      | 2      |        |
| Totale Langreo             | Totale Langreo             |                 | 23         | 2          | CR              | 0               | 0               |                    | -                  | -                  |             | -           | -           | 23     | 2      |        |
| gen.-giu. 2022             | Real Oviedo Vetusta        | SDR             | 8          | 2          |                 | -               | -               |                    | -                  | -                  |             | -           | -           | 8      | 2      |        |
| 2022-2023                  | Real Oviedo Vetusta        | SF              | 2          | 1          |                 | -               | -               |                    | -                  | -                  |             | -           | -           | 2      | 1      |        |
| Totale Real Oviedo Vetusta | Totale Real Oviedo Vetusta |                 | 10         | 3          |                 | -               | -               |                    | -                  | -                  |             | -           | -           | 10     | 2      |        |
| 2022-2023                  | Real Oviedo                | SD              | 39         | 0          | CR              | 3               | 0               |                    | -                  | -                  |             | -           | -           | 42     | 0      |        |
| 2023-2024                  | Real Oviedo                | SD              | 43         | 1          | CR              | 1               | 0               |                    | -                  | -                  |             | -           | -           | 44     | 1      |        |
| Totale Real Oviedo         | Totale Real Oviedo         | SD              | 82         | 1          | CR              | 4               | 0               |                    | -                  | -                  |             | -           | -           | 86     | 1      |        |
| 2024-2025                  | Osasuna                    | PD              | 7          | 2          | CR              | 0               | 0               |                    | -                  | -                  |             | -           | -           | 7      | 2      |        |
| Totale carriera            | Totale carriera            | Totale carriera | 123        | 8          | CR              | 4               | 0               |                    | -                  | -                  |             | -           | -           | 127    | 8      |        |